# ماوونت ارلینگتون، نیوجرسی
ماوونت ارلینگتون (به انگلیسی: Mount Arlington) شهری در ایالت نیوجرسی کشور ایالات متحده آمریکا است که جمعیت آن در سرشماری سال ۲۰۱۰ میلادی، ۵٬۰۵۰ نفر بوده‌است.